# Christian Wilhelm Büttner

Christian Wilhelm Büttner (1716–1801), Stich

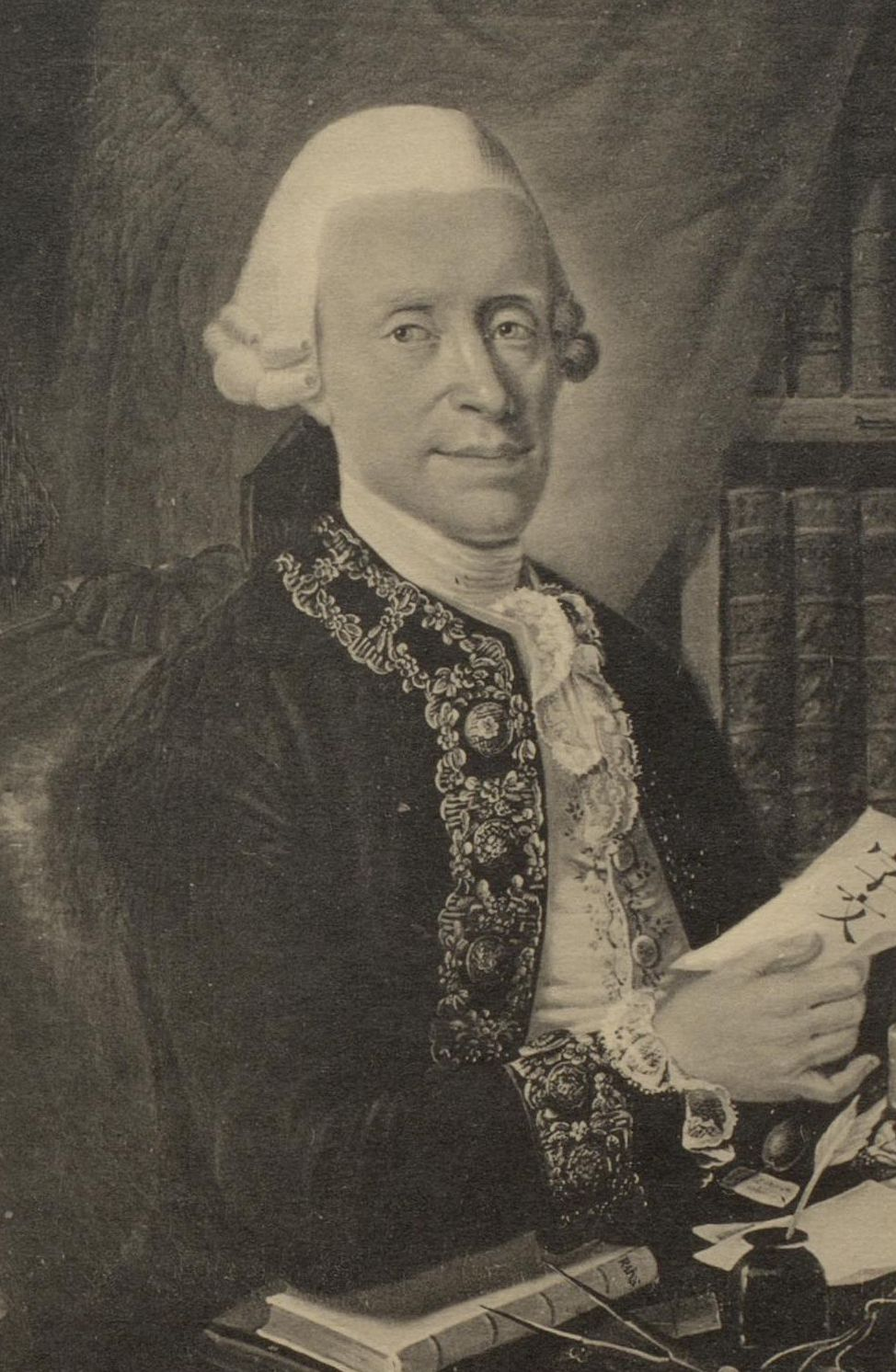
Christian Wilhelm Büttner

Christian Wilhelm Büttner (* 26. Februar 1716 in Wolfenbüttel; † 8. Oktober 1801 in Jena) war ein deutscher Naturforscher und Chemiker.

## Leben
1758 wurde Büttner auf den Lehrstuhl für Naturgeschichte und Chemie an der Philosophischen Fakultät der Universität Göttingen berufen. Dort war er einer der Lehrer des Schriftstellers und Physikers Georg Christoph Lichtenberg, der seit 1763 in Göttingen unter anderem bei Büttner studierte. Büttner verfügte über eine umfangreiche Naturaliensammlung, die der Göttinger Professor und Bibliothekar Christian Gottlob Heyne 1773 für die Universität erwarb und so die Grundlage des Academischen Museums schuf.
Seine gewaltige Bibliothek und weitere Sammlungen verkaufte er für 40.000 Taler, eine Pension und freie Wohnung im Schloss an Herzog Carl August von Sachsen. Die Büttnersche Bibliothek zählt Goethe neben der Akademischen Bibliothek, der Schlossbibliothek und der Buderischen zu den vier bedeutenden Bibliotheken Jenas. Über den Sammler Büttner schrieb Goethe kurz nach dessen Tod:
„Die Eigenheiten dieses wunderlichen Mannes lassen sich in wenige Worte fassen: unbegränzte Neigung zum wissenschaftlichen Besitz, beschränkte Genauigkeitsliebe und völligen Mangel an allgemein überschauendem Ordnungsgeiste. Seine ansehnliche Bibliothek zu vermehren wendete er die Pension an, die man ihm jährlich für die schuldige Summe der Stammbibliothek darreichte. Mehrere Zimmer im Seitengebäude des Schlosses waren ihm zur Wohnung eingegeben, und diese sämmtlich besetzt und belegt. In allen Auctionen bestellte er Bücher, und als der alte Schloßvoigt, sein Commissionär, ihm einstmals eröffnete: daß ein bedeutendes Buch schon zweimal vorhanden sei hieß es dagegen: ein gutes Buch könne man nicht oft genug haben.“